# Marknadsform
Marknadsform är ett begrepp inom ekonomin som beskriver graden av inflytande hos enskilda aktörer, producenter och konkurrenter, på en marknad. Olika marknadsformer skiljer sig bland annat genom antalet aktörer, och omfattar bland annat:
- Fullständig konkurrens
- Monopol
- Monopsoni
- Monopolistisk konkurrens
- Oligopol

Marknadsformen har en övergripande påverkan bland annat på den marknadsföringssituation som ett företag eller ett varumärke har visavi sin målgrupp på aktuell marknad.[källa behövs]